# Arturo Rebollo Alonso
Arturo Rebollo Alonso (1933-2025) va ser un enginyer i arquitecte, home d'esperit renaixentista, originari de Castella i Lleó, conegut sobretot per la construcció i alhora la seva obra mestra, de la presa de Susqueda (1961-1968), «Un monstre apocalíptic amb closca d’ou» que va començar a construir quan només tenia vint-i-sis anys.

## Reconeixement
- Medalla d’Ildefons Cerdà acordada el 2012 per la junta del Col·legi d’Enginyers de Camins, Canals i Ports[4]